# 屋根裏のポムネンカ
『屋根裏のポムネンカ』（やねうらのポムネンカ、原題：Na půdě aneb Kdo má dneska narozeniny?）は、チェコ、スロバキア、日本、フランスの共同製作による2009年の人形アニメ映画作品。監督のイジー・バルタにとっては前作『笛吹き男』以来23年ぶりとなる長編作品であり、屋根裏部屋に暮らすおもちゃたちが繰り広げる冒険を描いている。
日本では2009年12月に第13回文化庁メディア芸術祭アニメーション部門において優秀賞を受賞している。

## あらすじ
屋根裏部屋で平和に暮らしていたおもちゃたちのもとに、ある日突然胸像のフラヴァが現れ、彼らの人気者である人形のポムネンカがさらわれてしまう。クマのぬいぐるみのムハ、操り人形のクラソン、粘土細工の小人シュブルトの3人はポムネンカを助けるべく、力を合わせてフラヴァに立ち向かう。

## キャスト

### 声の出演
- ポムネンカ：ルチエ・ペルメトヴァー（吹き替え：貫地谷しほり[7]）
- フラヴァ：イジー・ラーブス（吹き替え：佐野史郎[7]）
- ムハ：ボリス・ヒブネル（吹き替え：楠見尚己）
- クラソン：ウラディミール・ヤヴォルスキー（吹き替え：大塚明夫）
- シュブルト：イヴァン・トロヤン（吹き替え：後藤哲夫）
- スクロドフスカ：バルボラ・フルザーノヴァー
- ルージェンカ：ナダ・コンヴァリンコヴァー（吹き替え：遊魚静）
- バロン：ペトル・ナーロズニー
- スカラブ：ミロスラフ・タボルスキー

## 製作
本作の主要キャラクターのアニメーションにはパペットが用いられているが、銅像のフラヴァに関しては俳優のイジー・ラーブスが生身で演じている。

## アメリカでの公開と反応
アメリカでは2012年9月7日に『Toys in the Attic』の題名で公開され、フォレスト・ウィテカー、ジョーン・キューザック、ケイリー・エルウィスらが吹き替えを務めた。また、アメリカの映画批評集積サイトRotten Tomatoesは15件のレビューから満足度73%、平均スコア6.8/10と言う評価を下し、Metacriticでは加重平均値64/100という評価が下された。

## 受賞歴
| 映画祭・賞                 | 部門                      | 候補作             | 結果 |
| -------------------------- | ------------------------- | ------------------ | ---- |
| 第13回文化庁メディア芸術祭 | アニメーション部門 優秀賞 | 屋根裏のポムネンカ | 受賞 |